# Palazzo Nervi-Scattolin
Palazzo Nervi-Scattolin è un'architettura di Venezia, ubicata nel sestiere di San Marco, in Campo Manin. È sede centrale della Cassa di Risparmio di Venezia.

## Storia
Una struttura preesistente alla attuale e risalente al 1883 era già stata pensata come sede della Cassa di Risparmio di Venezia.
Tuttavia, nel 1970, essa fu sostituita per costruire il nuovo palazzo, inaugurato nel 1972: scelta non esente da polemiche, che portarono a un difficoltoso iter attuativo.
Gli architetti a cui fu affidata la progettazione furono Pier Luigi Nervi e Angelo Scattolin, dei quali il palazzo prende il nome.

## Descrizione

### Esterni
La parte più importante del palazzo è la facciata, rivolta sul campo: essa si mostra in rottura con le architetture degli altri lati del campo, le quali sono in in stile revivalista ottocentesco e ripropongono lo stile gotico veneziano.
La facciata di Palazzo Nervi-Scattolin è invece di ispirazione modernista, alta tre piani, con al piano terra un'importante cancellata bronzea, opera dello scultore Simon Benetton, e, ai due piani nobili, una serie ininterrotta di aperture squadrate tagliate da pilastri.
Sul retro, la seconda facciata dà su campo San Luca: essa mantiene le originarie linee settecentesche, in armonia con le altre lì affacciate e in alchimia con le parti novecentesche dell'edificio.

### Interni
All'interno, frutto di un progetto architettonicamente ardito di Nervi, si caratterizza soprattutto per una grandiosa scala elicoidale in acciaio, legno e cemento armato, alla base della quale sono poste due opere scultoree di Arturo Martini: Agricoltore con spighe, Ercole con la pelle del leone (1910).
Molte le opere d'arte di carattere pittorico esposte nelle sale del palazzo:
- San Michele Arcangelo, scuola veneta del XVII secolo
- La scuola di musica, Pietro Longhi
- Ritratto di procuratore, Alessandro Longhi
- Concilio degli dei, Jacopo Tintoretto
- Giudizio Universale, Giambattista Tiepolo
- Gentiluomo veneto, Domenico Tintoretto
- Bozzetto del Paradiso, Domenico Tintoretto (?)

Inoltre, nella biblioteca storica della Cassa di Risparmio, sono custoditi manoscritti miniati e volumi antichi.

## Fonti
- Schede su Palazzo Nervi-Scattolin nel sito di Intesa Sanpaolo, su bancaintesaarteecultura.com (archiviato dall'url originale il 25 dicembre 2008).